# منتخب سنغافورة لكرة قدم الصالات
منتخب سنغافورة لكرة قدم الصالات (بالإنجليزية: Singapore national futsal team)‏ هو ممثل سنغافورة الرسمي في المنافسات الدولية في كرة الصالات
.